# Warhapur
Warhapur (ook wel gespeld als Barhapur) is een nagar panchayat (plaats) in het district Bijnor van de Indiase staat Uttar Pradesh.

## Demografie
Volgens de Indiase volkstelling van 2001 wonen er 20.863 mensen in Warhapur, waarvan 52% mannelijk en 48% vrouwelijk is. De plaats heeft een alfabetiseringsgraad van 38%.